# Anna Cyganowa

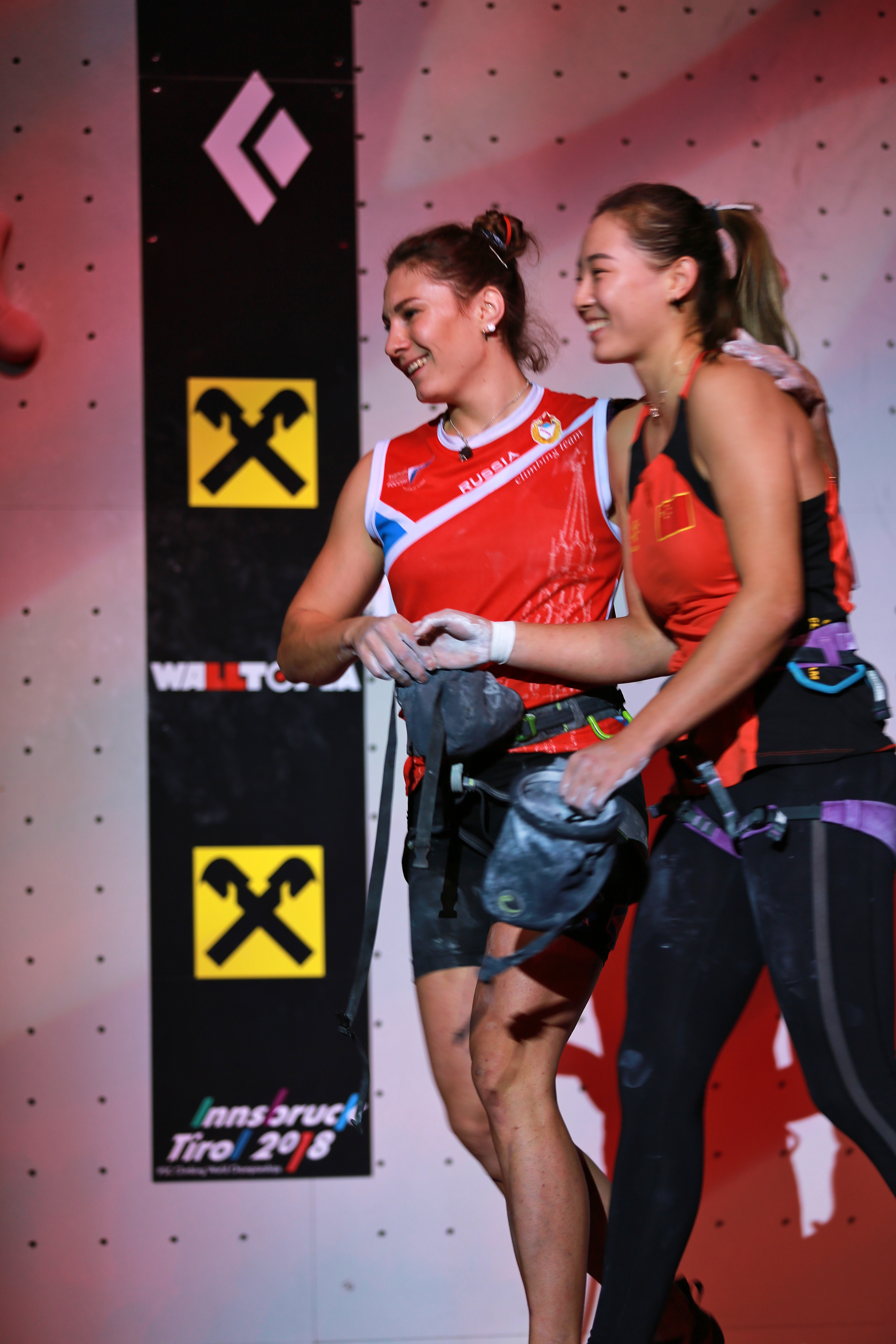
MŚ 2018 (Innsbruck). Stoją od lewej: Anna Cyganowa i Japonka Niu Di.

Anna Dmitrijewna Cyganowa (ur. 6 września 1993 w Krasnojarsku) – rosyjska wspinaczka sportowa. Specjalizuje się we wspinaczce na czas oraz w klasycznej. Mistrzyni świata we wspinaczce sportowej, w konkurencji na czas z 2016. Mistrzyni Europy we wspinaczce sportowej w konkurencji na czas z Chamonix-Mont-Blanc z 2013 roku.

## Kariera sportowa
Mistrzyni świata we wspinaczce sportowej, w konkurencji na czas z 2016, wicemistrzyni z roku 2011. 
 W 2013 roku na mistrzostwach Europy we francuskim Chamonix-Mont-Blanc we wspinaczce sportowej w konkurencji na czas zdobyła złoty medal.
Uczestniczka World Games we Wrocławiu w 2017, zdobyła brązowy medal. W Soczi w 2017 podczas Zimowych igrzysk wojskowych zdobyła dwa złote medale; we wspinaczce klasycznej oraz na czas.
Podczas Akademickie mistrzostwa Europy we wspinaczce sportowej w Katowicach w 2015 zdobyła brązowy, a w chorwackim Splicie w 2017 srebrny medal. Wielokrotna uczestniczka, medalistka prestiżowych zawodów wspinaczkowych Rock Master we włoskim Arco, gdzie zdobyła brązowy medal w 2017.

## Osiągnięcia

### Mistrzostwa świata
| Konkurencje       | 2011 | 2012  | 2014 | 2016 | 2018 |
| Bouldering        | —    | —     | —    | —    | 59   |
| Prowadzenie       | —    | —     | —    | —    | 75   |
| Wsp. na czas      | 2    | 31-32 | 7    | 1    | 8    |
| Wspinaczka łączna | —    | —     | —    | —    | 28   |

### Mistrzostwa Europy
| Konkurencje  | 2013 | 2015 | 2017 |
| Wsp. na czas | 1    | 4    | 2    |

### World Games
| Konkurencje  | 2017 |
| Wsp. na czas | 3    |

### Zimowe igrzyska wojskowe
| Konkurencje          | 2017 |
| Wsp. na czas         | 1    |
| Wspinaczka klasyczna | 1    |

### Rock Master
| Konkurencje  | 2013 | 2014 | 2017 |
| Wsp. na czas | 6    | 7    | 3    |